# Tân Nhựt
Tân Nhựt là một xã thuộc Thành phố Hồ Chí Minh, Việt Nam.
Xã Tân Nhựt nằm ở trung tâm huyện Bình Chánh, có vị trí địa lý:
- Phía đông giáp xã Tân Kiên
- Phía tây giáp các xã Lê Minh Xuân, Bình Lợi và tỉnh Long An
- Phía nam giáp thị trấn Tân Túc và tỉnh Long An
- Phía bắc giáp quận Bình Tân và xã Lê Minh Xuân.

Xã có diện tích 23,44 km², dân số năm 2021 là 31.772 người,  mật độ dân số đạt 1.355 người/km².